# Минский областной комитет компартии Беларуси
Минский областной комитет КП Беларуси (бел. Мінскі абласны камітэт КПБ) — орган управления Минской областной партийной организацией КП Беларуси (1938—1993 годы).
Минская область образована 15 января 1938 года. Центр — Минск.
Современные очертания область приобрела в 1954 году.

## Первые секретари обкома
- Матвеев, Александр Павлович 1938 — март 1941 года
- Колышкин, Александр Иванович[бел.] март — 26 июня 1941 года
- (подпольный) Козлов, Василий Иванович 7 июля 1941 — июль 1944 года
- Козлов Василий Иванович июль 1944 — январь 1948 года
- Бугаёв, Евгений Иосифович январь 1948 — 1949 год
- Чернышёв, Василий Ефимович 1949 — 1950 годы
- Мазуров, Кирилл Трофимович 1950 — сентябрь 1953 года
- Лубенников, Леонид Игнатьевич сентябрь 1953 — 1955 год
- Сурганов, Федор Анисимович 1955 — август 1956 года
- Шауро, Василий Филимонович август 1956 — 1960 год
- Притыцкий, Сергей Осипович 1960 — 1962 годы
- (промышленный) Носиловский, Антон Брониславович январь 1963 — декабрь 1964 года
- (сельский) Тябут, Дмитрий Васильевич январь 1963 — декабрь 1964 года
- Поляков, Иван Евтеевич декабрь 1964 — март 1977 года
- Микулич, Владимир Андреевич март 1977 — 29 марта 1985 года
- Малофеев, Анатолий Александрович 29 марта 1985 года — 5 декабря 1990 года
- Бычек, Анатолий Николаевич 5 декабря 1990 года — 25 августа 1991 года
- С 25 августа 1991 года по 3 февраля 1993 года деятельность обкома приостановлена
- 3 февраля — 25 апреля 1993 года — ?

## Здание
В 1993 году в здании размещался Исполком СНГ, а также посольства Турции, Украины, представительство ООН.